# Sallents
Sallents és una muntanya de 342 metres que es troba al municipi de Preixens, a la comarca catalana de la Noguera.
Al cim podem trobar-hi un vèrtex geodèsic (referència 262106001).